# Infuseur à thé
Pour des articles plus généraux, voir Thé et Préparation du thé.

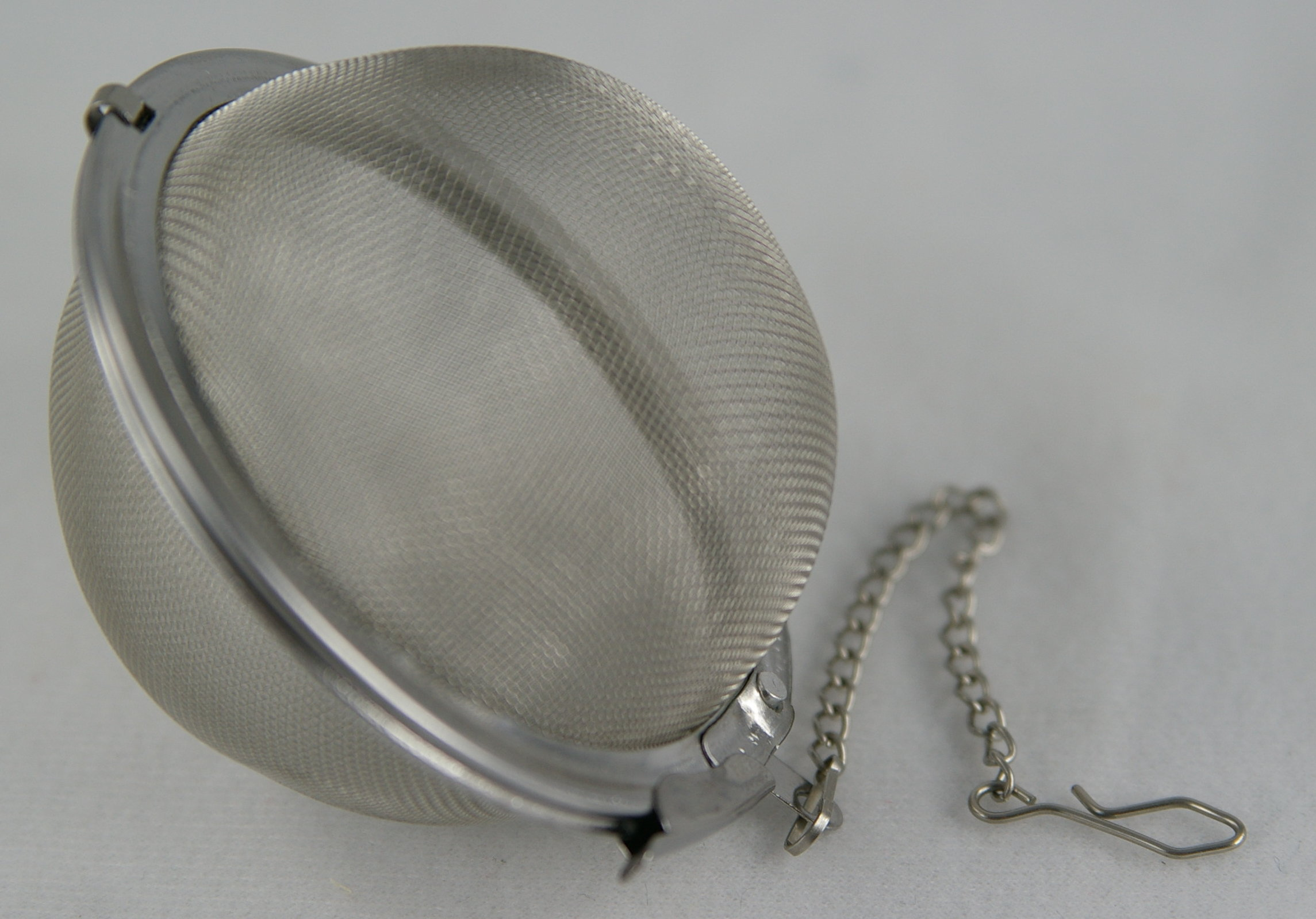
Infuseur à thé en boule.

Un infuseur à thé est un objet culinaire permettant l'infusion du thé, qui cantonne les feuilles de thé dans une cage qu'on immerge dans l'eau. Il se présente sous la forme d'une boule, d'un bâtonnet, d'une pince ou cuillère, d'un passe-thé, d'un tube, etc. Il peut prendre aussi la forme d'un pichet infuseur, ou plus récemment des formes originales du type personnages ou fleurs, etc., dans lequel un compartiment amovible enferme les feuilles de thé.
L'infusion se déroule comme avec les sachets de thé ou « infusettes », permettant notamment de mettre fin à l'infusion en retirant le thé du liquide ; l'infuseur est réutilisable (dans la limite de sa capacité de « mémoire »).

## Utilisation
Les feuilles de thé sont placées dans l'infuseur qui est ensuite plongé dans l'eau. Celui-ci diffuse le thé grâce aux trous perforés dans le contenant ou à la grille maillée. Généralement, l'infuseur a une forme arrondie pour offrir la plus grande surface disponible avec l'eau. Dans le cas d'un pichet, celui-ci est composé de trois parties : le pichet en lui-même, un godet diffuseur à insérer dedans et le couvercle. Les feuilles de thé sont mises dans le godet qui diffuse alors via des petits trous ou fentes à sa base.

Différents modèles d'infuseurs
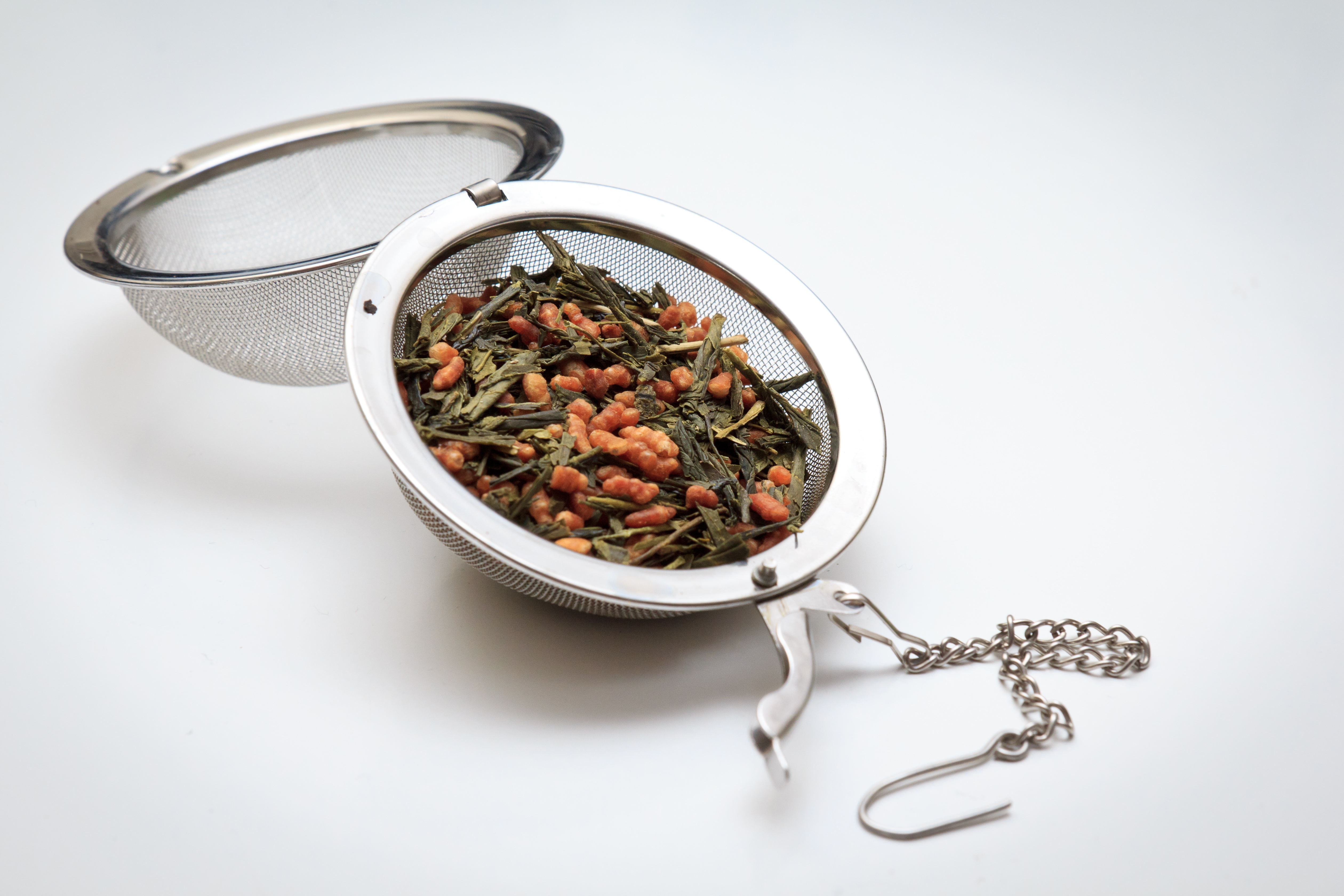
Une boule à thé maillée ouverte.
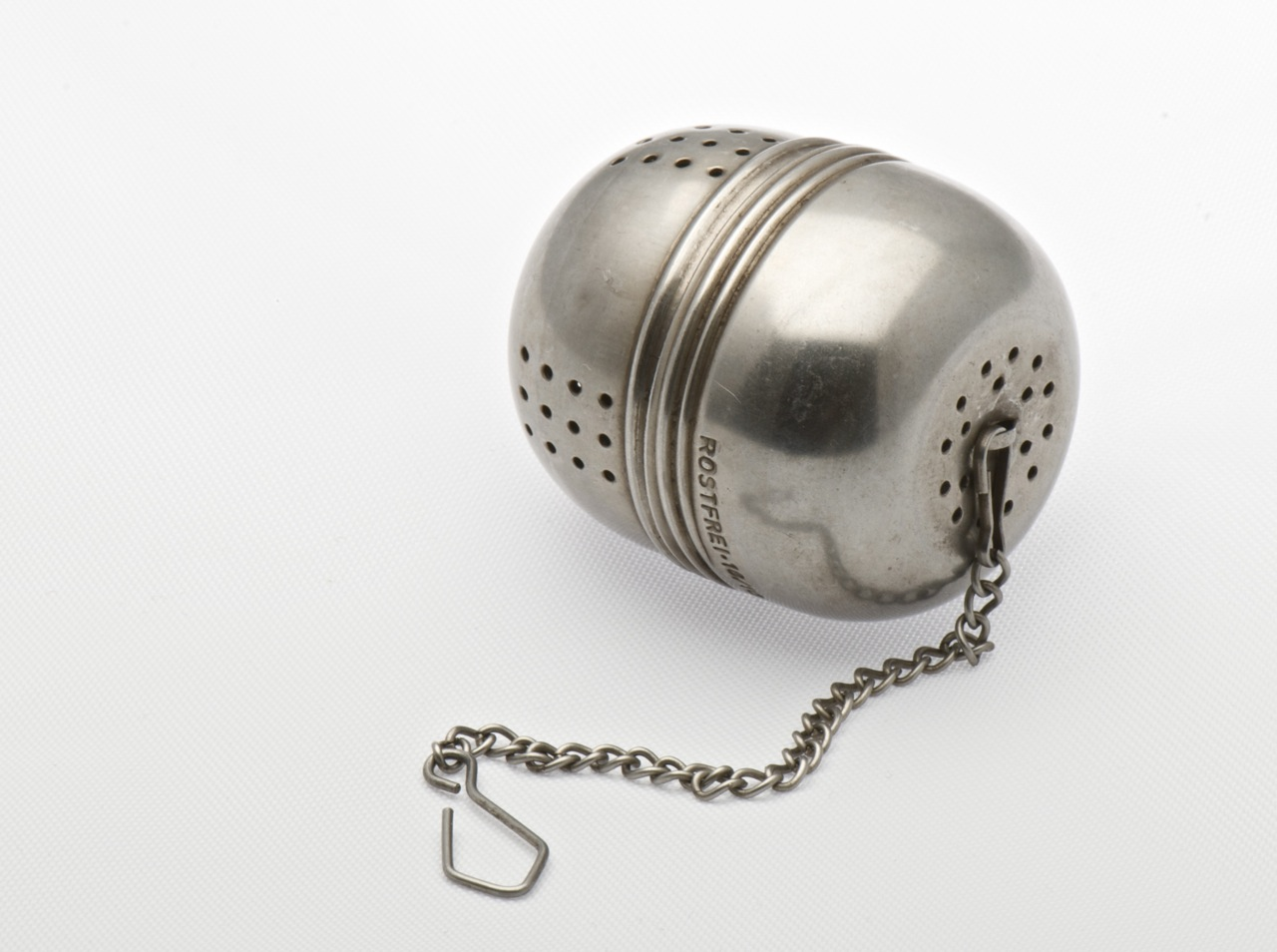
Une boule à thé perforée.
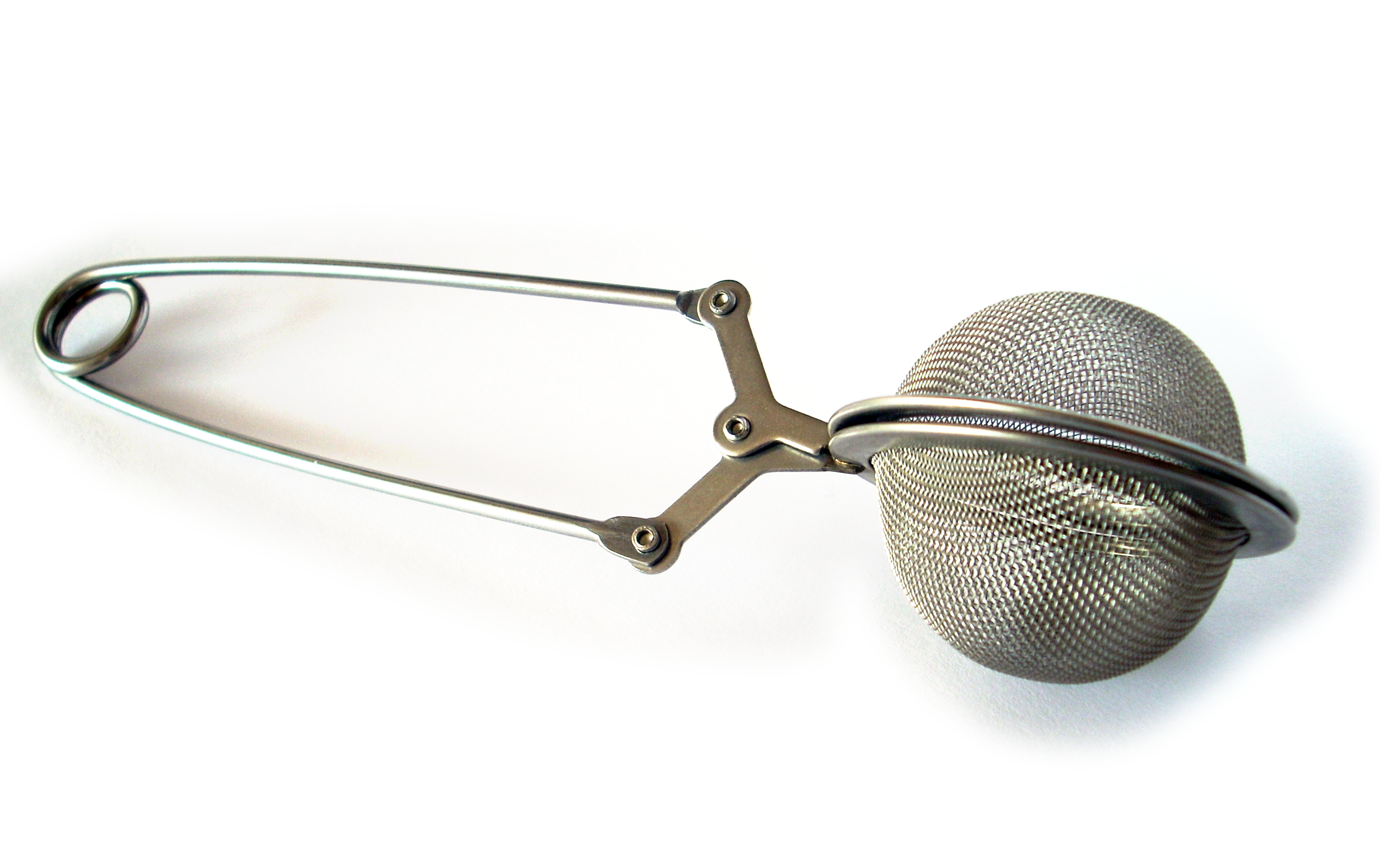
Une pince à thé maillée.
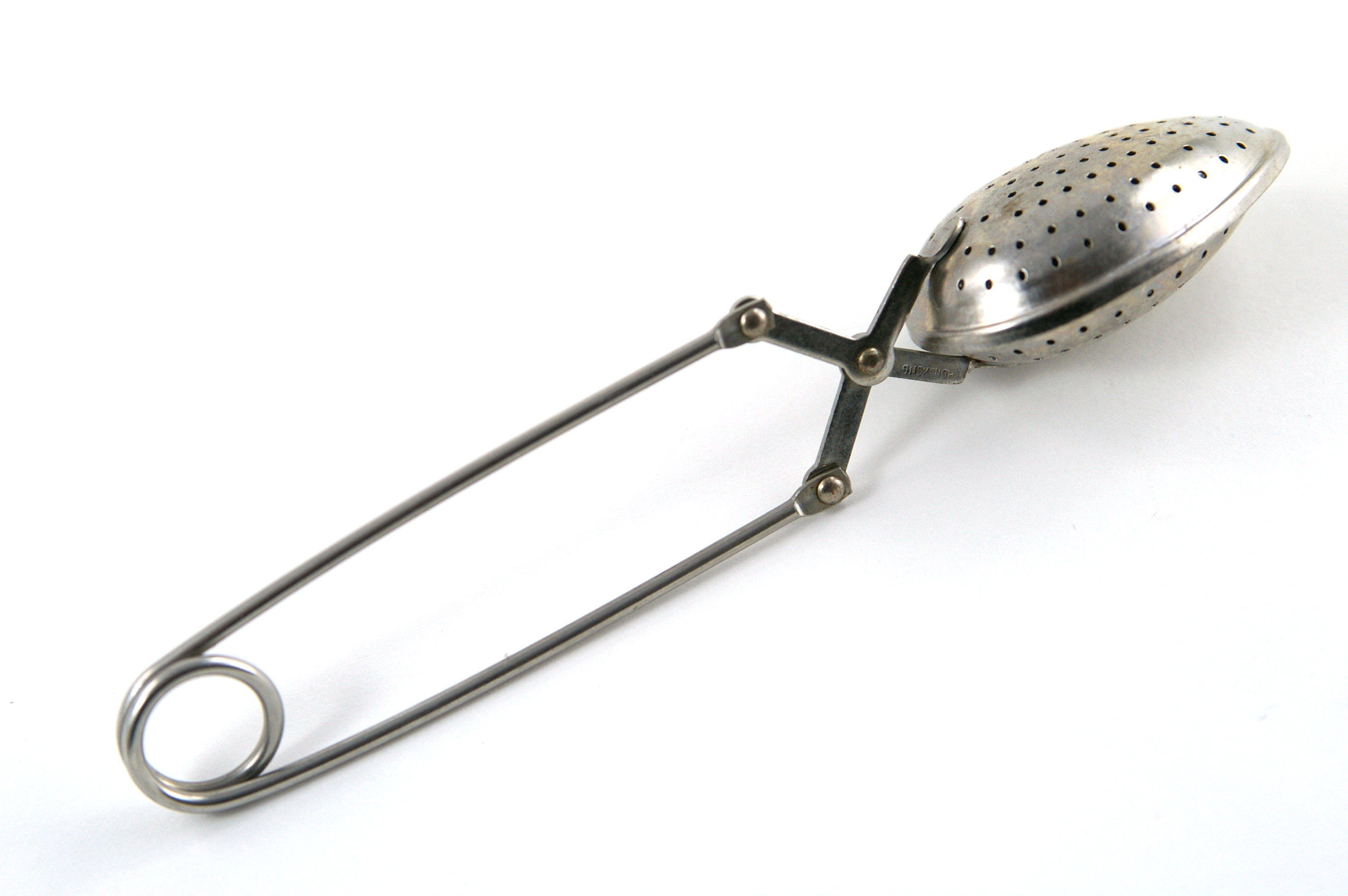
Une pince à thé perforée.
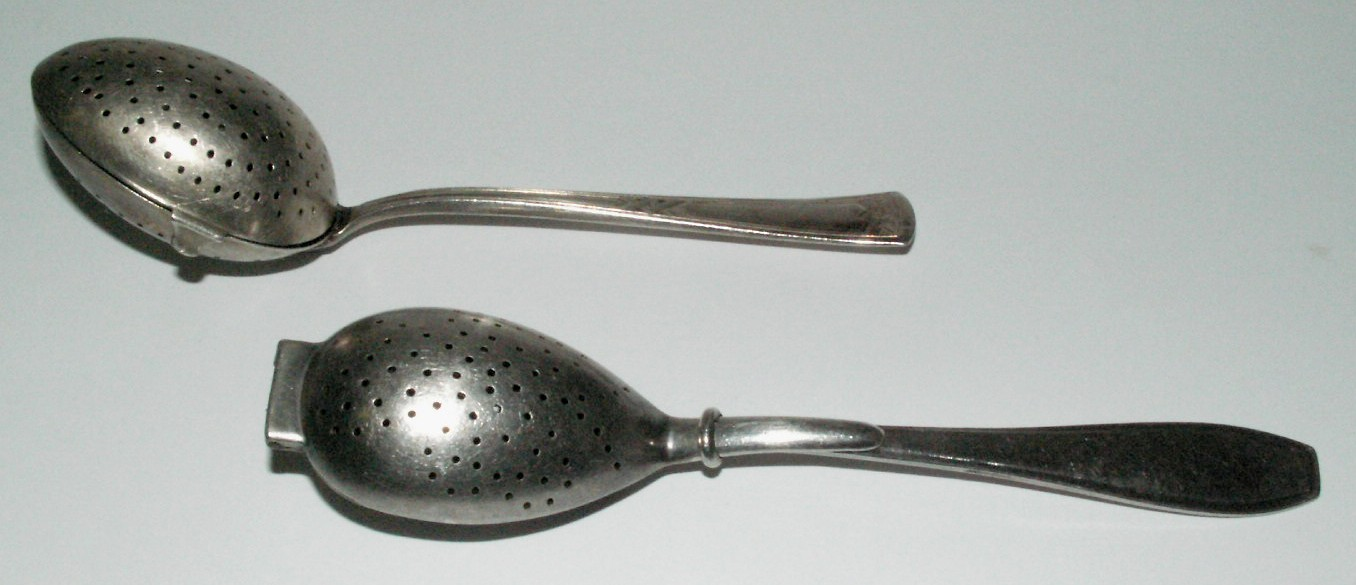
Deux cuillères à thé (ouverture sur le côté et ouverture par l'avant).
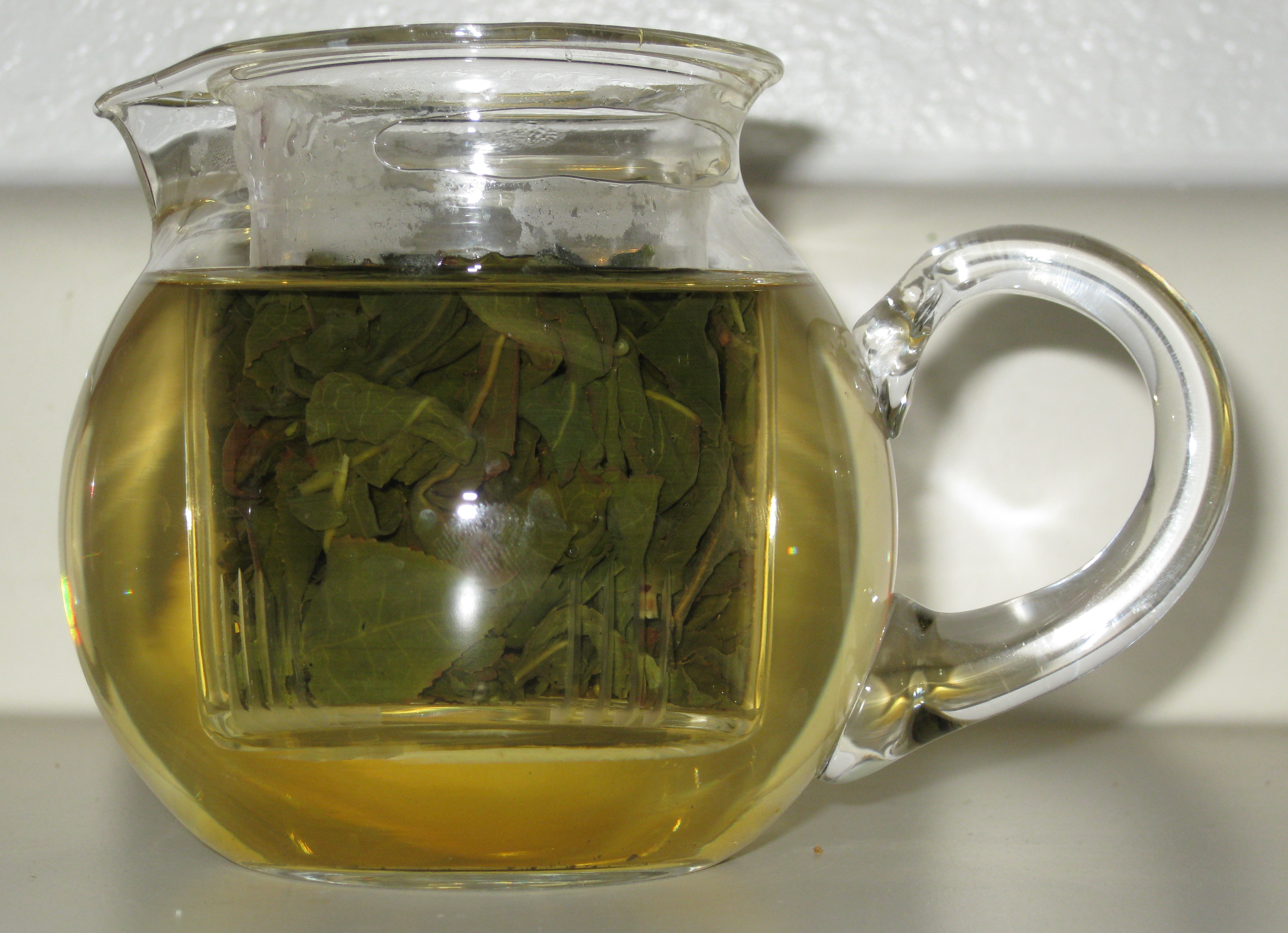
Un pichet à thé.